# George Martin (músico)
George Henry Martin (Londres, 3 de enero de 1926-Oxfordshire, 8 de marzo de 2016) fue un productor musical, arreglista, compositor, director de orquesta, ingeniero de sonido y músico británico, conocido por su trabajo por ser el productor musical de la banda de rock The Beatles. En su participación frecuente, se le menciona como el «quinto Beatle» con su amplia participación en todos y cada uno de los álbumes originales de la banda. Es considerado como uno de los mayores productores de discos de todos los tiempos, con treinta sencillos que llegaron a ser número uno en las listas del Reino Unido y 23 en las listas de Billboard en Estados Unidos.
Influenciado por una amplia gama de estilos musicales, que abarcan desde Cole Porter a Johnny Dankworth, desde 1947 hasta 1950 asistió a la Escuela Guildhall de Música y Drama, donde estudió piano y oboe. Tras su graduación, trabajó para el departamento de música clásica de la BBC, y en 1950 se unió a EMI. Martin produjo comedias y canciones novedad a principios de la década de los 50, trabajando con Peter Sellers y Spike Milligan, entre otros.
En una carrera que abarca más de 60 años, Martin trabajó en música, cine, televisión y actuaciones en vivo. También ocupó diversos cargos ejecutivos en empresas de medios de comunicación y contribuyó a una amplia gama de causas benéficas, incluyendo su trabajo para The Prince's Trust y la isla caribeña de Montserrat.
En reconocimiento de sus servicios a la industria musical y a la cultura popular, fue nombrado Caballero del Reino en 1996.

## Primeros años
Cuando Martin tenía seis años, su familia adquirió un piano que despertó su interés por la música. A los ocho años, Martin convenció a sus padres de que debía tomar clases de piano, pero después de solo ocho lecciones, las clases acabaron debido a un conflicto entre su madre y el maestro. Posteriormente, Martin explicó que aprendió solo a tocar el piano. De niño asistió a varias escuelas, entre las cuales un convento en Holloway, la escuela primaria St. Joseph's en Highgate y el Colegio St. Ignatius' en Stamford Hill, en el cual ganó una beca. Cuando estalló la guerra y los estudiantes del St. Ignatius' fueron evacuados a Welwyn Garden City, la familia de Martin se fue de Londres y Martin fue inscrito en la escuela Ravensbourne de gramática en Bromley.

Recuerdo muy bien la primera vez que escuché una orquesta sinfónica. Yo era un adolescente cuando Sir Adrián Boult trajo la Orquesta Sinfónica de la BBC a mi escuela para un concierto público. Fue absolutamente mágico. Al oír esos sonidos tan gloriosos encontré difícil conectarlos con noventa hombres y mujeres soplando instrumentos de bronce y madera o raspando cuerdas con arcos de pelo de caballo.

A pesar del persistente interés de Martin en la música y de sus «fantasías de ser el próximo Rajmáninov», no eligió la música como carrera. Trabajó brevemente como aparejador y luego para la Oficina de Guerra como empleado temporal (Grado Tres), en un trabajo que consistía en archivar papeles y hacer el té. En 1943, cuando tenía 17 años de edad, se unió a la flota aérea de la Marina Real y se convirtió en piloto y oficial comisionado. La guerra terminó sin que Martin participara en ningún combate, y el joven piloto dejó el servicio en 1947. Alentado por Sídney Harrison, miembro de la Comisión para la Promoción de la Nueva Música, Martin utilizó su concesión de veterano para asistir entre 1947 y 1950 a la Escuela Guildhall de Música y Drama, donde estudió piano y oboe, y se interesó por la música de Rachmáninov y Maurice Ravel, así como por Cole Porter y John Dankworth. La profesora de oboe de Martin fue Margaret Eliot (madre de Jane Asher, quien más tarde tendría una relación con Paul McCartney). El 3 de enero de 1948, cuando aún estaba en la academia, Martin se casó con Sheena Chisholm, con quien tuvo dos hijos, Alexis y Gregory Paul Martin. Más tarde, se casó con Judy Lockhart-Smith, el 24 de junio de 1966, con quien tendría otros dos hijos, Lucy y Giles Martin.

### Parlophone

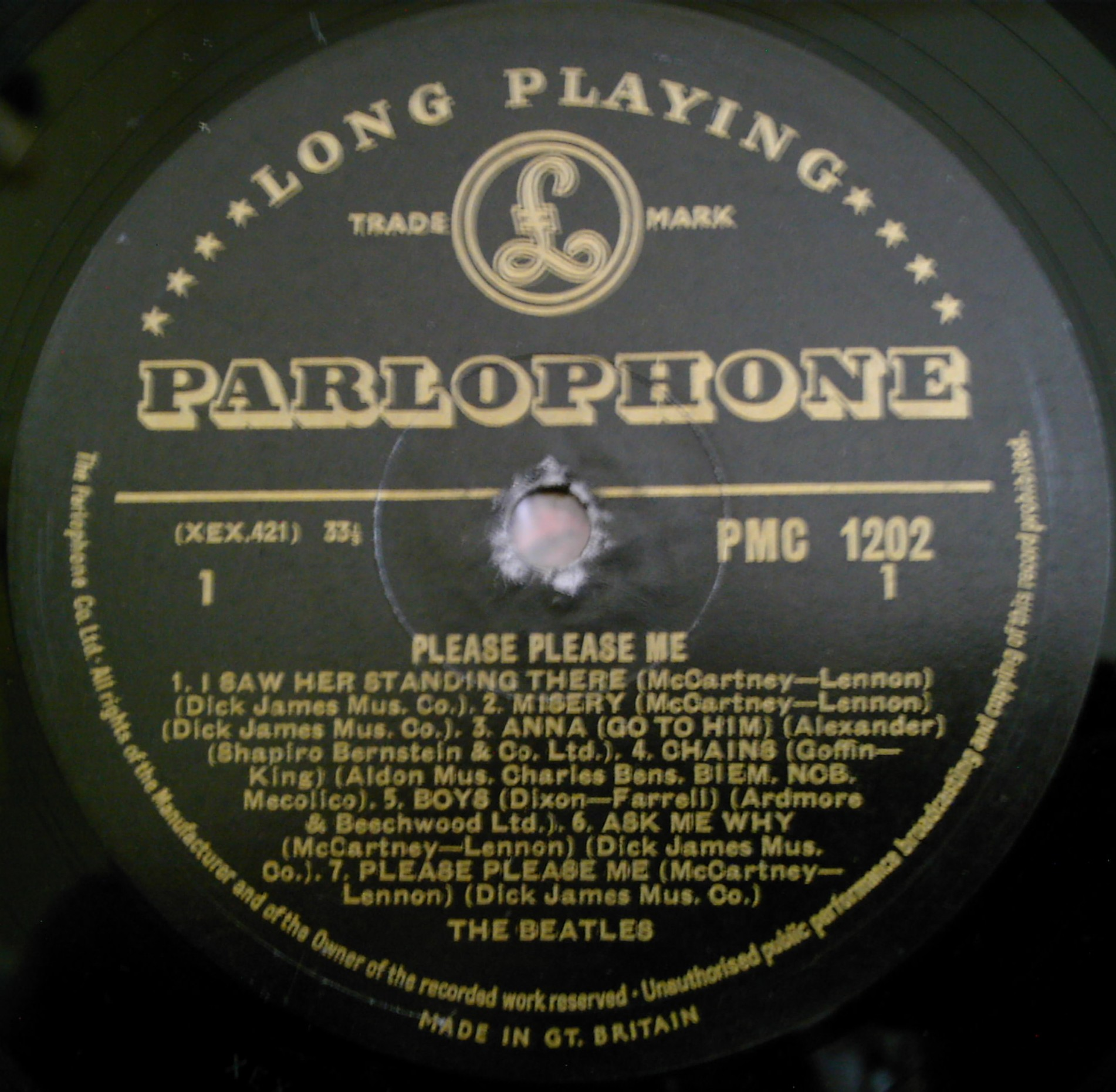
El primer LP de los Beatles producido por Martin

Después de su graduación, trabajó para el departamento de música clásica de la BBC. En 1950, se unió a EMI, y hasta 1955 se desempeñó como asistente de Oscar Preuss, jefe de Parlophone, propiedad de EMI. A pesar de haber sido considerada por EMI como una importante editorial de Alemania en el pasado, en aquel momento no se la tomaba con seriedad y la discográfica Parlophone estaba relegada a las tareas más insignificantes de EMI. Al hacerse cargo de Parlophone tras el retiró de Preuss en 1955, como director de artistas y repertorio, Martin pasó sus primeros años con el sello discográfico grabando música clásica y barroca, grabaciones originales de éxitos y música regional de todo el Reino Unido e Irlanda.
Martin también produjo numerosas comedias y novedosas grabaciones. Martin logró su primer éxito para Parlophone en 1952, con el sencillo Mock Mozart de Peter Ustinov, una grabación lanzada renuentemente por EMI debido a la insistencia de Preuss de que le dieran a su joven asistente, Martin, una oportunidad. Más tarde en esa década, Martin trabajó con Peter Sellers en varios éxitos y así conoció a Spike Milligan, de quien se hizo buen amigo, hasta el punto de que fue el padrino del segundo matrimonio de Milligan: «Me encantó el Goon Show, publiqué un álbum de eso con Parlophone, que es como llegué a conocer a Spike». El álbum fue Bridge on the River Wye. Era una parodia de la película El puente sobre el río Kwai, basada en Goon Show An African Incident, de 1957. Se pretendía que tuviera el mismo nombre que la película, pero poco antes de su lanzamiento, la compañía cinematográfica amenazó con iniciar acciones legales si se utilizaba el nombre. Martin eliminaba la 'K' cada vez que la palabra 'Kwai' se mencionaba, obteniendo como resultado Bridge on the River Wye. El álbum incluyó a Milligan, Sellers, Jonathan Miller y Peter Cook, interpretando varios personajes.
Otros comediantes con los que Martin trabajó fueron Bernard Cribbins, Charlie Drake, Terry Scott, Bruce Forsyth, Michael Bentine, Dudley Moore, Rolf Harris, Flanders and Swann, Lance Percival, Joan Sims, Bill Oddie, Ian Wallace, The Alberts, y The Master Singers. Martin trabajó con Jim Dale y el Vipers Skiffle Group, con los cuales logró una serie de éxitos. A comienzos de 1962, bajo el seudónimo de Ray Cathode, Martin lanzó un sencillo de baile electrónico llamado Time Beat, grabado en el BBC Radiophonic Workshop, en gran parte con el mismo estilo de la melodía del tema de Doctor Who. Como Martin quería añadir el rock and roll al repertorio de Parlophone, luchó por encontrar un artista o grupo pop que hiciera hits.
Como productor, Martin grabó el espectáculo a dúo con Michael Flanders y Donald Swann, llamado At the Drop of a Hat, que se vendió de manera constante durante veinticinco años, aunque el éxito de Martin como productor llegó con el espectáculo Beyond the Fringe, protagonizado por Peter Cook, Dudley Moore, Alan Bennett y Jonathan Miller, y también produciría la banda sonora del satírico programa de televisión de David Frost en la BBC, That Was the Week That Was, en 1963. El trabajo de Martin transformó el perfil de Parlophone de una «triste pequeña empresa» a un negocio muy rentable.

## The Beatles

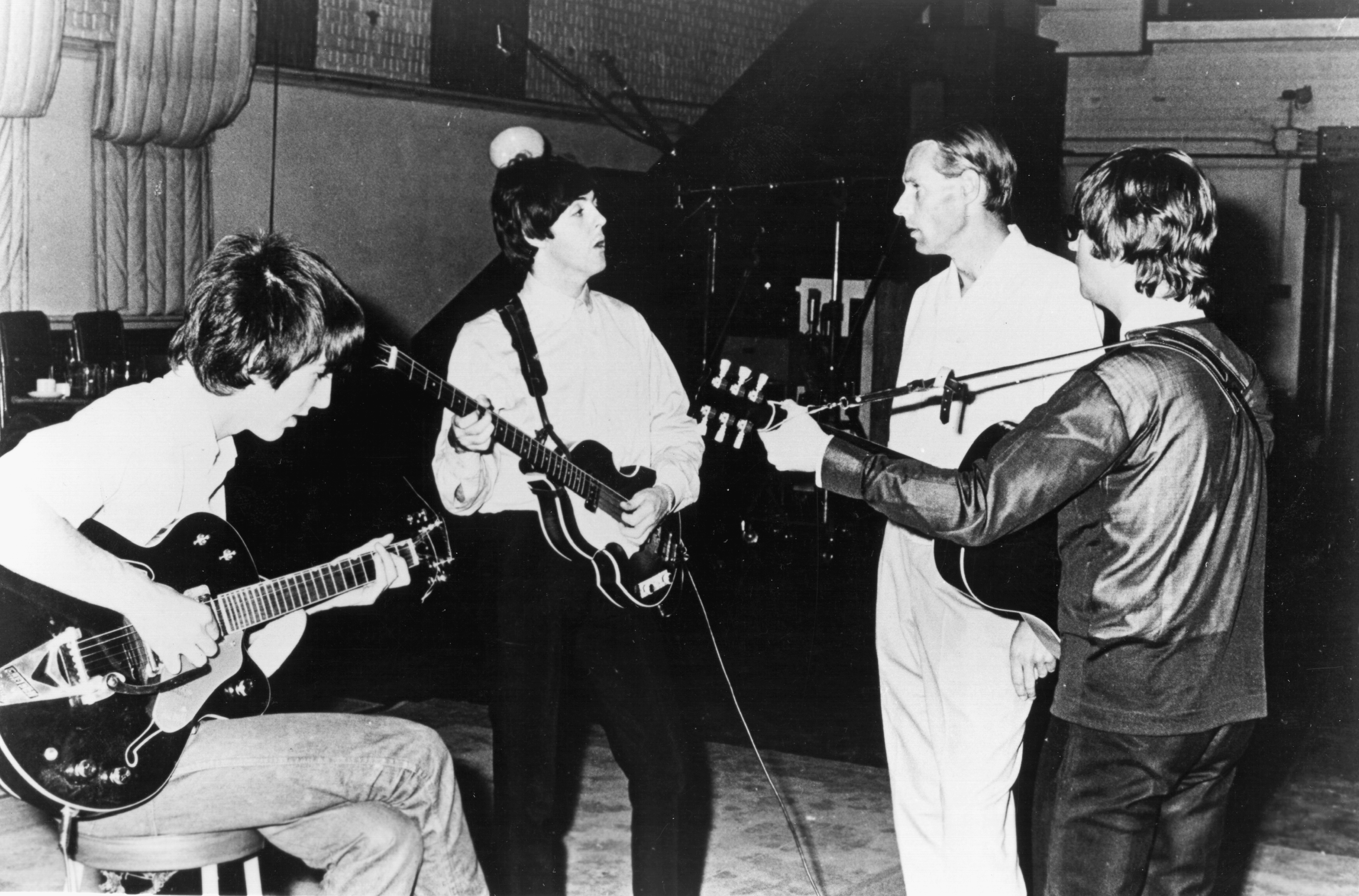
Martin trabajando con los Beatles en estudio durante las sesiones de grabación de Beatles for Sale

Martin fue contactado por Sid Coleman de Ardmore & Beechwood, quien le habló de Brian Epstein, el mánager de una banda que había conocido. Coleman pensó que Martin podría estar interesado en el grupo, a pesar de que habían sido rechazados por Decca Records, entre otros sellos británicos más importantes. Hasta ese momento, a pesar de haber tenido un considerable éxito con las comedias y un número uno con The Temperance Seven, Martin solo había tenido un éxito menor con la música pop, que fue Who Could Be Bluer de Jerry Lordan, y sencillos con Shane Fenton y Matt Monro. Después de la llamada telefónica de Coleman, Martin organizó una reunión para el 13 de febrero de 1962 con Brian Epstein. Martin escuchó una cinta grabada en Decca, y pensó que el grupo de Epstein era «poco prometedor», pero le gustó el sonido de las voces de John Lennon y Paul McCartney.
Después de otra reunión con Epstein, el 9 de mayo en los estudios Abbey Road, Martin quedó impresionado con el entusiasmo de Epstein y aceptó firmar con los desconocidos Beatles un contrato de grabación sin haberse encontrado con ellos ni haberlos visto tocar en vivo. El contrato no era lo que parecía, sin embargo, Martin no lo firmaría hasta no escuchar una audición, y más tarde dijo que EMI no tenía «nada que perder», ya que ofrecía un penique por cada copia vendida, el cual fue dividido entre los cuatro miembros. Martin sugirió a EMI (después del lanzamiento de «From Me to You») que la tasa de regalías debía ser duplicada sin pedir nada a cambio, lo que llevó a que Martin sea visto como un «traidor» en EMI.
Los Beatles se presentaron ante Martin el 6 de junio de 1962, en el estudio 3 de los estudios Abbey Road. Ron Richards y su ingeniero Norman Smith grabaron cuatro canciones, que Martin, ausente durante la grabación, escuchó al final de la sesión. El veredicto no fue prometedor, sin embargo, como Richards se quejó de la batería de Pete Best, Martin pensó que sus canciones originales no eran suficientes. Martin les preguntó a los Beatles si había algo que personalmente no les había gustado, a lo que George Harrison contestó: "Bueno, ahí está tu corbata, para empezar". Ese fue el punto de inflexión según Smith, y como Lennon y McCartney se sumaron con chistes y juegos cómicos de palabras, hicieron que Martin pensara que debía firmar un contrato con ellos simplemente por su ingenio.
La primera sesión de grabación de los Beatles con Martin fue el 4 de septiembre, donde grabaron «How Do You Do It?», canción que para Martin iba a ser un éxito seguro, a pesar de que Lennon y McCartney no querían lanzarlo, por no ser una de sus composiciones. Martin tenía razón, la versión de Gerry & The Pacemakers, producida por Martin, estuvo tres semanas a la cabeza de las listas en abril de 1963, antes de ser desplazada por «From Me to You». El 11 de septiembre de 1962, los Beatles volvieron a grabar «Love Me Do» con Andy White tocando la batería. Ringo Starr fue invitado a tocar la pandereta y las maracas, y aunque cumplió, a él definitivamente "no le agradó". Debido a un error de la biblioteca de EMI, la versión del 4 de septiembre con Starr tocando la batería se emitió en el sencillo; después, la cinta fue destruida y la grabación del 11 de septiembre con Andy White en la batería fue utilizada en todas las versiones posteriores. Martin más tarde alabó la batería de Starr, y dijo que Starr era «probablemente... el mejor baterista de rock en el mundo de hoy». «Love Me Do» alcanzó el puesto 17 en las listas británicas, y el 26 de noviembre de 1962 Martin grabó «Please Please Me», después de que Lennon y McCartney casi le suplicaran grabar una de sus propias composiciones. La contribución crucial de Martin a la canción fue sugerirles que aceleraran lo que inicialmente era una balada lenta. Después de la grabación Martin miró por encima de la mesa de mezclas y dijo: «Señores, ustedes acaban de grabar su primer número uno». Martin le pidió a Epstein que encontrara un buen promotor, ya que Ardmore & Beechwood no había hecho nada para promocionar «Love Me Do», y le habló de tres editores musicales que en su opinión serían justos y honestos, y así fue como llegaron a Dick James.

### Como arreglista
La experiencia musical de Martin ayudó a acortar la distancia entre el talento en bruto de los Beatles y el sonido que la banda quería conseguir. La mayoría de los arreglos y la instrumentación orquestal de los Beatles (así como partes de teclado frecuentes en los primeros discos) fueron escritas o realizadas por Martin en colaboración con la banda. Fue idea de Martin poner un cuarteto de cuerdas en Yesterday, contra la reticencia inicial de McCartney. Martin tocó la canción al estilo de Bach para mostrarle a McCartney las voces que estaban disponibles. Otro ejemplo es la canción Penny Lane, que contó con un solo de trompeta piccolo. McCartney tarareó la melodía a la que quería llegar, y Martin la anotó para David Mason, un trompetista de formación clásica.
Los arreglos distintivos de Martin aparecen en muchas canciones de los Beatles. Para Eleanor Rigby orquestó y llevó a cabo un acompañamiento de cuerdas inspirado por Bernard Herrmann. En una gira de conferencias en Canadá en 2007, Martin dijo que su orquesta en Eleanor Rigby fue influenciada por la que hizo Herrmann para la película de suspense de Alfred Hitchcock, Psicosis. Para Strawberry Fields Forever, él y el ingeniero de grabación Geoff Emerick convirtieron dos tomas muy diferentes entre sí en un solo sencillo a través de un uso cuidadoso de la variación de velocidad y de la edición. Para I Am The Walrus, Martin proporcionó una peculiar y original disposición para latón, violines, violonchelos y el conjunto vocal de Mike Sammes. En In My Life, tocó un acelerado solo de piano barroco. Trabajó con McCartney para implementar la orquesta clímax en A Day In The Life y ambos compartieron las tareas conductivas el día en que la canción fue grabada.
Contribuyó en menor medida en señalar partes integrales en otras canciones, como el piano en Lovely Rita, el clavecín en Fixing A Hole, los órganos y la disposición de bucle de cinta que crearon la atmósfera del circo de Pablo Fanque que pidió Lennon en Being For The Benefit Of Mr. Kite! (canción en la que tanto Lennon como Martin tocaron partes de órganos), y la orquestación en Good Night. La primera canción que Martin no arregló fue She's Leaving Home, ya que tenía un compromiso previo para producir una sesión de Cilla Black. Por lo tanto, McCartney contactó al arreglista Mike Leander para sustituirlo en esa canción. Martin se vio afectado por esto, pero siguió produciendo las grabaciones posteriores y dirigiendo él mismo la orquesta. Martin era frecuentemente solicitado como arreglista en la época del álbum blanco, por lo que los Beatles tuvieron que producir varias canciones ellos mismos.
Martin arregló la orquesta para la película Yellow Submarine de los Beatles y para la película de James Bond Live And Let Die, para la cual McCartney escribió y cantó la canción del título.
Paul McCartney una vez elogió a Martin diciendo: "George era bastante experimental para lo que él era, una persona mayor".

### Como compositor
A partir de finales de la década del 50, Martin comenzó a complementar sus ingresos como productor mediante la publicación de música y con sus artistas grabándolas. Utilizó los pseudónimos Lezlo Anales y John Chisholm antes de decidirse por Graham Fisher como su principal pseudónimo.
Martin ha compuesto, arreglado y producido bandas sonoras de películas desde la década del 60, entre las cuales se cuentan las orquestaciones instrumentales de las películas A Hard Day's Night (por la que obtuvo una nominación a los premios de la Academia), Yellow Submarine y Live And Let Die. Otras bandas sonoras para películas incluyen The Family Way, la comedia de 1962 llamada Crooks Anonymous, Honky Tonk Freeway dirigida por John Schlesinger, Pulp con Michael Caine y Mickey Rooney, y The Optimists Of Nine Elms con Peter Sellers.
También compuso la canción de David Frost By George, Adagietto For Harmonica & Strings de Tommy Reilly, Theme One para BBC Radio 1 y Magic Carpet para The Dakotas.

### The Beatles Anthology
Martin supervisó la posproducción de The Beatles Anthology, que fue originalmente titulado The Long And Winding Road en 1994 y 1995, trabajando de nuevo con Geoff Emerick. Martin decidió usar una vieja consola analógica de 8 pistas para mezclar las canciones del proyecto, para el cual EMI ya tenía un ingeniero, en lugar de usar una consola digital moderna. Martin explicó esto diciendo que la vieja consola creaba un sonido completamente diferente, que una nueva no podía recrear. También dijo que todo el proyecto era una experiencia extraña para él, algo con lo que McCartney estaba de acuerdo, ya que tuvieron que escucharse a ellos mismos charlando en el estudio 25 o 30 años antes.
Martin renunció a producir los dos nuevos sencillos que unían a McCartney, Harrison y Starr y que buscaban sobreponerse a los demos viejos de Lennon. Martin había sufrido una pérdida de audición, y dejó el trabajo para el músico y productor Jeff Lynne, famoso por su trabajo con ELO.

### Cirque du Soleil yLove
En 2006, Martin y su hijo Giles, remezclaron 80 minutos de música de los Beatles para la presentación de Love en Las Vegas, un proyecto conjunto entre el Cirque du Soleil y Apple Corps de los Beatles. Un álbum de la banda sonora del espectáculo fue lanzado ese mismo año.

### Imagen pública
La contribución de Martin a la obra de los Beatles ha recibido elogios de la crítica regular y ha dado lugar a que se lo conozca como "el quinto beatle". Sin embargo, Martin se ha distanciado de esa afirmación, diciendo que su asistente Neil Aspinall sería más digno de ese título.
A pesar de la experiencia de Martin en trabajar con muchos artistas diferentes, ha sido criticado por poner demasiada atención en los Beatles. Howard Stern criticó públicamente a Martin por recibir demasiado crédito por el éxito del grupo, aunque fue rápidamente refutado por otros por "juzgar mal". El escritor Sean Egan cree que su imagen de "quinto beatle" ha sido "exagerada por algunos". El comediante Kevin Eldon ha satirizado la imagen pública de Martin en varias series de televisión, como Big Train y It's Kevin.
Lennon minimizó la influencia de Martin en la música de los Beatles. En una entrevista con Jann Wenner en 1970, Lennon dijo: (Dick James) es otra de esas personas que piensan que nos crearon. No lo hicieron. Me gustaría escuchar música de Dick James o música de George Martin, por favor, solo un poco. En una carta de 1971 para McCartney, Lennon escribió: Cuando las personas me hacen preguntas como «¿Qué hizo realmente George Martin por ustedes?», solo tengo una respuesta, «¿Qué hace él ahora?» Me di cuenta de que no tenía respuesta para eso. No es un golpe bajo, es la verdad.
Lennon escribió que Martin tomó mucho crédito por la música de los Beatles. Al comentar específicamente sobre Revolution 9, Lennon dijo: Afirmar que Martin estaba «pintando una imagen de sonido» es pura alucinación. Pregunten a cualquiera de las otras personas involucradas. La edición final la hicimos Yoko y yo solos. Lennon tiempo después se retractó de muchos de sus comentarios, atribuyéndolos a su enojo de aquellos tiempos. Él posteriormente habló con gran afecto y cariño por Martin. En 1971 dijo: George Martin nos hizo (refiriéndose a «The Beatles») lo que fuimos en el estudio de grabación, nos ayudó a desarrollar un lenguaje para conversar con otros músicos.

## Otros artistas

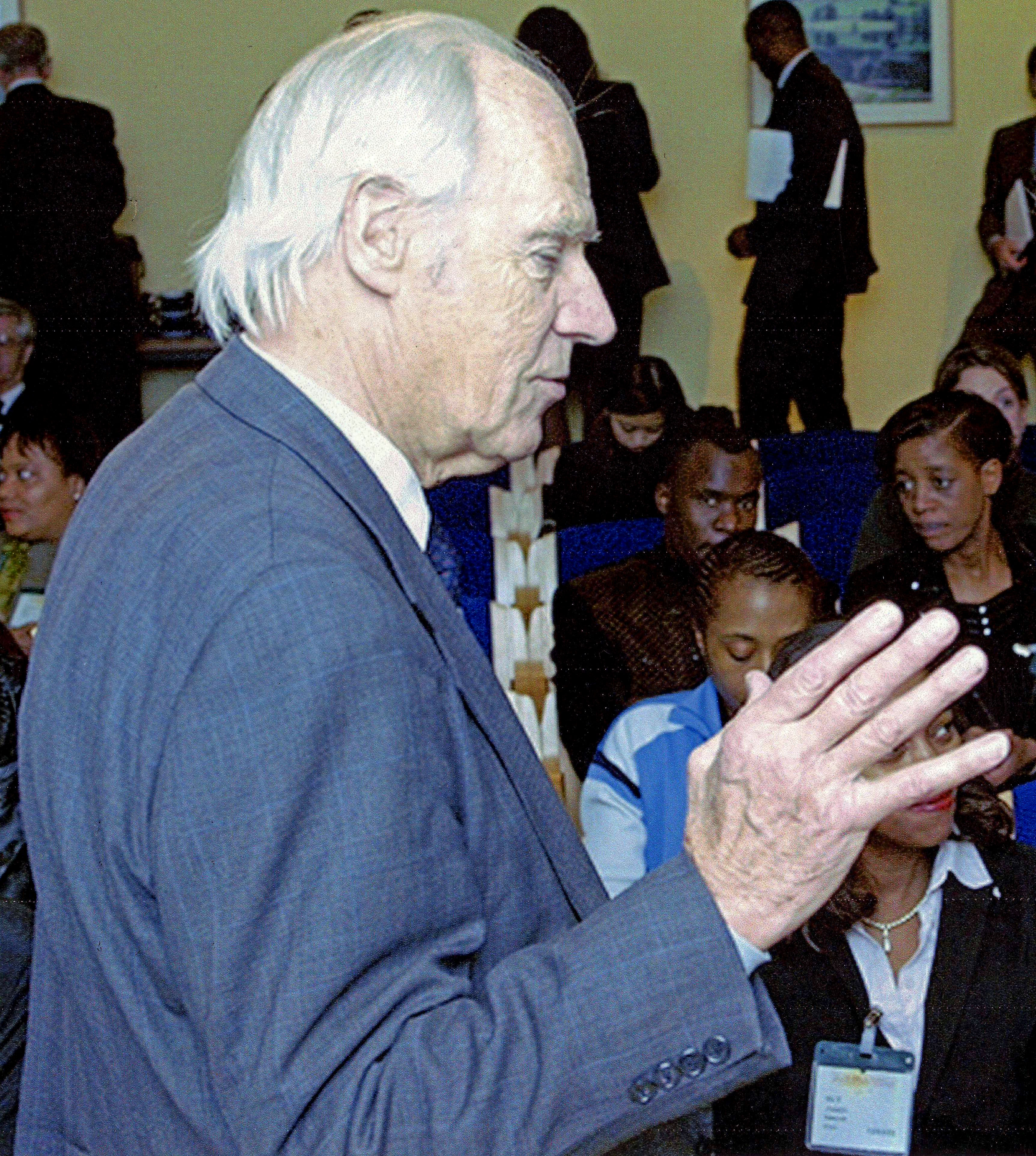
Martin en 2007

Martin produjo grabaciones para muchos otros artistas, incluso contemporáneos a los Beatles, como Matt Monro, Cilla Black, Gerry & The Pacemakers, Billy J. Kramer & The Dakotas, The Fourmost, David and Jonathan, y The Action, como así también a The King's Singers, la banda America, a los guitarritas Jeff Beck y John Williams, al dúo de los sesenta Edwards Hand, Gary Brooker, Neil Sedaka, Ultravox, el cantante de country Kenny Rogers, Cheap Trick, Elton John, Phil Collins con las canciones "Golden Slumbers" , "Carry That Weight" , "The End", Celine Dion y Yoshiki Hayashi de X Japan.
Martin también trabajó con la Orquesta Mahavishnu y Gary Glitter. Trabajó con Glitter antes de ser famoso, y grabó varias canciones con él en la década del 60 bajo el nombre de "Paul Raven". También produjo el álbum The Man In The Bowler Hat para el excéntrico grupo de folk-rock británico, Stackridge en 1974. Martin trabajó con Paul Winter en el álbum Icarus, de 1972, el cual fue grabado en una casa alquilada frente al mar en Marblehead, Massachusetts. Winter dijo que Martin le enseñó "cómo usar el estudio como una herramienta", y que le permitió grabar el álbum en un ambiente relajado, el cual era diferente a la presión que existe en un estudio profesional. En 1979 trabajó con Ron Goodwin para producir el álbum The Beatles Concerto, escrito por John Rutter. En 2010, Martin fue el productor ejecutivo del debut de Arms Of The Sun, un proyecto de hard-rock con Rex Brown, John Lucas Hebert, Lance Harvill y Ben Bunker.
En 1991, Martin contribuyó al arreglo de cuerdas y dirigió la orquesta para la canción Ticket To Heaven en el último álbum de estudio de Dire Straits, On Every Street. En 1992, Martin trabajó con Pete Townshend en la producción teatral musical de Tommy. La obra se presentaría en Broadway en 1993, con el álbum del elenco original lanzado en ese verano. George Martin ganaría el Grammy por mejor álbum de un musical en 1993, como productor de ese álbum.
En 1995, contribuyó con el arreglo de cuerdas y trompa para la canción Latitude del álbum Made In England de Elton John, el cual fue grabado en AIR Studios London de Martin. También produjo Diana, Princesa de Gales, de Elton, el tributo Candle In The Wind de 1997, que encabezó las listas en septiembre de ese año.

## Asociación de Grabación Independiente (AIR)
Dentro de la industria discográfica, Martin es reconocido por ser independiente en un momento en el que muchos productores aún eran personal asalariado, lo cual sucedió debido al impulso que le dio el éxito de los Beatles para iniciar, en 1965, la Asociación de Grabación Independiente (AIR por sus siglas en inglés), y contratar sus propios servicios a los artistas que lo solicitaran. Esta disposición no solo demostró lo importante que el talento de Martin era considerado entre sus artistas, sino también le permitió una participación en las regalías de los éxitos de ellos. En la actualidad, AIR continúa siendo uno de los estudios de grabación preeminentes en el mundo. En 1979, Martin abrió un estudio en la isla caribeña de Montserrat. Este estudio fue destruido por el huracán Hugo, diez años después.

## Música de las series de James Bond
Martin también ha contribuido directa e indirectamente a los principales temas de tres películas de la saga James Bond. Aunque Martin no produjo el tema para la segunda película de Bond, From Russia With Love, él fue el responsable de la firma de Matt Monro con EMI pocos meses antes de la grabación de la canción del mismo título.
Martin también produjo dos de los temas más conocidos de James Bond. El primero fue Goldfinger de Shirley Bassey en 1964. El segundo, en 1973, fue Live And Let Die, de Paul McCartney y Wings, para la película del mismo nombre. También compuso y produjo la banda sonora.

## Retrospectiva de libros y audio
En 1979 publicó un libro de memorias, All You Need Is Ears, escrito junto a Jeremy Hornsby, en el que describió su trabajo con los Beatles y otros artistas, incluyendo a Peter Sellers, Sophia Loren, Shirley Bassey, Flanders And Swann, Matt Monro y Dudley Moore, y brindó una informal introducción al arte y a la ciencia de la grabación de sonido. En 1993 Martin publicó Summer Of Love: The Making Of Sgt. Pepper (publicado en Estados Unidos como With A Little Help From My Friends: The Making Of Sgt. Pepper, escrito con William Pearson), que también incluyó citas de la entrevista de un episodio de South Bank Show, en el cual discutían el álbum. Martin también editó un libro en 1983, llamado Music Making: The Guide To Writing, Performing And Recording.
En 2001, Martin lanzó Produced By George Martin: 50 Years In Recording, una retrospectiva de seis discos de toda su carrera de estudio, y en 2002, Martin lanzó Playback, su autobiografía ilustrada de edición limitada, publicada por Génesis.

## Fallecimiento
Martin murió mientras dormía en su casa en el poblado oxfordiano de Coleshill, a 300 metros al este del río Cole (que funge como frontera entre el condado de Oxfordshire y el de Wiltshire), a 15 km al noreste de la ciudad de Swindon (y 133 km al oeste de Londres), a las 4:19 de la madrugada (hora local en Reino Unido) del 8 de marzo de 2016 a la edad de 90 años, aparentemente por causas naturales.
El beatle Ringo Starr publicó en su cuenta de la red social Twitter:

God bless George Martin peace and love to Judy and his family love Ringo and Bárbara. George will be missed.
Dios bendiga a George Martin paz y amor para Judy y su familia con amor Ringo y Bárbara. George será echado de menos.

Seis minutos después, a las 4:25 (hora local en Reino Unido) publicó:

Thank you for all your love and kindness George peace and love.
Gracias por todo vuestro amor y amabilidad George paz y amor.

En la mañana, mediante un mensaje de correo electrónico, Adam Sharp (uno de los fundadores de la empresa CA Management) afirmó:

We can confirm that Sir George Martin passed away peacefully at home yesterday evening.
Podemos confirmar que Sir George Martin ha fallecido pacíficamente en su casa ayer a la noche.

## Televisión

### The Rhythm Of Life
Entre 1997 y 1998, Martin organizó una serie documental coproducida con la BBC de tres partes titulada The Rhythm Of Life en la cual hablaba de varios aspectos de la composición musical con músicos y cantantes profesionales, como Brian Wilson, Billy Joel y Celine Dion. La serie salió al aire en el canal Ovation en Estados Unidos.

### Produced by George Martin
El 25 de abril de 2011, una película documental coproducida por el equipo de la BBC Arena, Produced by George Martin, salió al aire con buenas críticas por primera vez solo en el Reino Unido. Combinaba tomas de archivo raras y nuevas entrevistas con, entre otros, Paul McCartney, Ringo Starr, Jeff Beck, Cilla Black y Giles Martin, y cuenta la historia de la vida de George Martin desde su época de alumno al legendario productor musical. La película, con más de 50 minutos de imágenes extra, incluye entrevistas de Rick Rubin, T-Bone Burnett y Ken Scott, y fue lanzada en todo el mundo por Eagle Rock Entertainment en DVD y Blu-ray el 10 de septiembre de 2012.

## Premios y reconocimientos
Premios Óscar
| Año  | Categoría                                              | Película           | Resultado |
| ---- | ------------------------------------------------------ | ------------------ | --------- |
| 1965 | Mejor orquestación de música, adaptación o tratamiento | A Hard Day's Night | Nominado  |

- Premios Grammy 1967 - Mejor álbum contemporáneo (como productor de Sgt. Pepper's Lonely Hearts Club Band).[92]
- Premios Grammy 1967 - Álbum del año (como productor de Sgt. Pepper's Lonely Hearts Club Band).[92]
- Premios Grammy 1973 - Mejor arreglo de acompañamiento vocal (como arreglista de Live And Let Die).[92]
- Premios Brit 1977 - Mejor productor británico (de los últimos 25 años).[93]
- Premios Brit 1984 - Destacada contribución a la música.[94]
- Premios Grammy 1993 - Mejor álbum de musical (como productor de The Who's Tommy).[92]
- Premios Grammy 2007 - Mejor álbum recopilatorio de banda sonora para cine, televisión u otros medios visuales, producido junto a Giles Martin, para el álbum de los Beatles Love.[92]
- Premios Grammy 2007 - Mejor álbum de sonido envolvente, producido junto a Giles Martin, para el álbum de los Beatles Love.[92]
- Martin fue nombrado por la Industria Fonográfica Británica como el hombre del año en 1998.
- En abril de 1989, fue nombrado doctor honoris causa en música por el Berklee College of Music en Boston, Massachusetts.[95]
- Fue incluido en el Salón de la Fama del Rock el 15 de marzo de 1999,[96] y dentro del Salón de la Fama del Reino Unido el 14 de noviembre de 2006.
- En 2002, le fue otorgado el premio a la trayectoria de servicios al cine por la World Soundtrack Academy en el Festival Internacional de Cine "Flanders" en Bélgica.
- Se le concedió su propio escudo de armas en marzo de 2004 por el College of Arms. Su escudo tiene tres escarabajos, una casa donde Martin sostiene una grabadora, y el lema en latín Amore Solum Opus Est ("All You Need Is Love").[97]
- En noviembre de 2006, fue nombrado doctor honoris causa en música por la Universidad Metropolitana de Leeds.[98]
- En septiembre de 2008, fue condecorado con el premio James Joyce por la Sociedad literaria e histórica de la University College Dublin.[99]
- Martin también ha sido galardonado con una Medalla de Oro por sus Servicios a las artes de la CISAC (Confederación Internacional de Sociedades de Autores y Compositores).
- El 25 de mayo de 2010 fue nombrado miembro honorario de la Audio Engineering Society en la 128.ª Convención de la AES en Londres.
- El 29 de junio de 2011 recibió un doctorado honoris causa en música de la Universidad de Oxford.[100]
- El 19 de octubre de 2012 ganó un premio a la trayectoria en la 39.ª edición de los premios Golden Badge.[101]

Martin es uno de los pocos productores que cuenta con un número uno en las listas en tres o más décadas consecutivas. Otros en este grupo son Phil Spector (1950, 1960 y 1970), Quincy Jones (1960, 1970 y 1980), Michael Omartian (1970, 1980 y 1990) y Jimmy Jam y Terry Lewis (1980, 1990 y 2000).

## Lista de éxitos (no Beatles) producidos o coproducidos por George Martin
Martin ha logrado 30 sencillos y 16 álbumes número uno en el Reino Unido, más 23 sencillos y 19 álbumes número uno en Estados Unidos.
- "You're Driving Me Crazy", The Temperance Seven (25 de mayo de 1961, #1)
- "My Kind Of Girl", Matt Monro (31 de julio de 1961, #5)
- "My Boomerang Won't Come Back", Charlie Drake (5 de octubre de 1961, #14)
- "Sun Arise", Rolf Harris (25 de octubre de 1962, #3)
- "Bad To Me, Billy J. Kramer with the Dakotas (22 de agosto de 1963, #1)
- "Little Children", Billy J. Kramer with the Dakotas (19 de marzo de 1964, #1)
- "Hello Little Girl", The Fourmost (30 de agosto de 1963, #9)
- "Don't Let The Sun Catch You Crying", Gerry And The Pacemakers (4 de julio de 1964, #4)
- "You're My World", Cilla Black (1 de agosto de 1964, #1)
- "How Do You Do It?", Gerry And The Pacemakers (11 de abril de 1963, #1)
- "Can't Buy Me Love, Ella Fitzgerald (1 de mayo de 1964, #34)
- "Walk Away", Matt Monro (4 de septiembre de 1964, #4)
- "I Like It", Gerry And The Pacemakers (7 de noviembre de 1964, #1)
- "I'll Be There", Gerry And The Pacemakers (30 de enero de 1965, #14)
- "Ferry Cross The Mersey", Gerry And The Pacemakers (20 de marzo de 1965, #6)
- "Goldfinger", Shirley Bassey (27 de marzo de 1965, #8)
- "You'll Never Walk Alone", Gerry And The Pacemakers (3 de julio de 1965, #48)
- "Trains And Boats and Planes", Billy J. Kramer with the Dakotas (31 de julio de 1965, #47)
- "Alfie", Cilla Black (10 de septiembre de 1966, #6 en el Reino Unido, #95 en Estados Unidos)
- "Girl On A Swing", Gerry And The Pacemakers (22 de octubre de 1966, #28)
- "Live and Let Die", Paul McCartney & Wings (1 de junio de 1973, #9 en Reino Unido, #2 en Estados Unidos)
- "Tin Man", America (9 de noviembre de 1974, #4)
- "Lonely People", America (8 de marzo de 1975, #5)
- "Sister Golden Hair", America (14 de junio de 1975, #1)
- "Oh! Darling", Robin Gibb (7 de octubre de 1978, #15)
- "Ebony And Ivory", Paul McCartney & Stevie Wonder (29 de marzo de 1982, #1)
- "Say Say Say", Paul McCartney & Michael Jackson (10 de diciembre de 1983, #1)
- "No More Lonely Nights", Paul McCartney (8 de diciembre de 1984, #6)
- "Morning Desire", Kenny Rogers (10 de julio de 1985, #1)
- "The Man I Love", Kate Bush & Larry Adler (18 de julio de 1994, #27)
- "Candle In The Wind 1997", Elton John (11 de octubre de 1997, #1)
- "Pure", Hayley Westenra (2003, #1 en listas clásicas, #8 en listas pop)

## Discografía
- 1964, Off the Beatle Track (Parlophone)
- 1965,  A Hard Day's Night: Instrumental Versions of the Motion Picture Score (United Artists)
- 1965,  George Martin Scores Instrumental Versions of the Hits
- 1965,  Help! (Columbia)
- 1966,  ..and I Love Her (Columbia)
- 1966, George Martin Instrumentally Salutes The Beatle Girls
- 1968,  British Maid (United Artists, relanzado en Estados Unidos como London By George)
- 1969,  Yellow Submarine (lado uno: The Beatles, lado dos: The George Martin Orchestra)
- 1970,  By George! (Sunset, reedición de British Maid)
- 1973, Live and Let Die (productor para la canción de Paul McCartney, y compositor de la orquesta musical)
- 1978, Beatles to Bond and Bach
- 1998, In My Life
- 2001, Produced by George Martin
- 2003, The Family Way